# جان ای. آلونزو
جان ای. آلونزو (انگلیسی: John A. Alonzo؛ ۱۲ ژوئن ۱۹۳۴ – ۱۳ مارس ۲۰۰۱) مدیر فیلم‌برداری اهل ایالات متحده آمریکا بود.

## بخشی از فیلمشناسی
- مادر خونین (۱۹۷۰)
- نقطه گریز (۱۹۷۱)
- هرولد و موده (۱۹۷۱)
- ساندر (۱۹۷۲)
- بانو بلوز می‌خواند (۱۹۷۲)
- محله چینی‌ها (۱۹۷۴)
- بدرود عشق من (۱۹۷۵)
- یکشنبه سیاه (۱۹۷۷)
- برخورد نزدیک از نوع سوم (۱۹۷۷)
- نورما ری (۱۹۷۹)
- تام هورن (۱۹۸۰)
- رعد آبی (۱۹۸۳)
- صورت‌زخمی (۱۹۸۳)
- کراس کریک (۱۹۸۳)
- یگان ویژه (۱۹۹۰)
- گاردین (۱۹۹۰)
- دنیای باحال (۱۹۹۲)
- کلیفورد (۱۹۹۴)
- پیشتازان فضا: نسل‌ها (۱۹۹۴)
- لنسکی (۱۹۹۹)